# 黑斑园蛛
黑斑园蛛（学名：Araneus mitificus），日本稱美女鬼蜘蛛，为园蛛科园蛛属的动物。分布于印度至巴布亚新几内亚、日本、台湾以及中国大陆的辽宁、江西、安徽、浙江、湖南、广东、香港、澳門、四川、贵州、云南等地，一般生活于林间、桔园及稻田，布网于树丛间以及白天隐匿于网旁树叶上。